# Троицк (Заларинский район)
Тро́ицк — село в Заларинском районе Иркутской области России. Административный центр Троицкого муниципального образования. 

## География
Село находится на расстоянии примерно 25 км к юго-западу от рабочего посёлка Залари, административного центра района.

## История
Село основано 1875 году как Троицкий выселок. В 1882 году балаганский купец 2-й гильдии Егор Иванович Блаженский на выселке основал Троицкий винокуренный завод, который стал градообразующим предприятием села на долгие годы. 

## Население
| 2002 | 2010 | 2011 | 2012 |
| ---- | ---- | ---- | ---- |
| 1184 | ↘914 | ↘913 | ↗929 |

### Половой состав
По данным Всероссийской переписи, в 2010 году в селе проживало 914 человек (438 мужчин и 476 женщин).

## Улицы
| - ул. Заводская, - пер. Заводской, - ул. Западная, - пер. Колхозный, - ул. Ленина, | - ул. Лесная, - ул. Малая, - ул. Молодёжная, - пер. Молодёжный, - ул. Набережная, | - ул. Нагорная, - ул. Новая, - ул. Октябрьская, - ул. Первомайская, - ул. Победы, | - ул. Северная, - пер. Советский, - ул. Совхозная, - ул. Солнечная, - ул. Юрласова. |

## Известные уроженцы
- Маланин, Иван Иванович (1897—1969) — советский баянист.